# كريزي بويز (مسلسل)
كريزي بويز مسلسل درامي اجتماعي كوميدي من إنتاج أبوظبي الإمارات.

## قصة المسلسل
كريزي بويز مسلسل كوميدي مكون من 6 حلقات يحكي عن قصة خالد رجل الأعمال الثري يتوفى ويتقاسمون الأبناء الورث بصفة كوميدية وحين تأتي لجين هيا الشعيبي تذهب إلى مراقص لكي تصبح رقاصة في الكباين